# Мошеу, Джон
Джон Лесиба Мошеу (англ. John Lesiba Moshoeu; 18 декабря 1965, Га-Машашане — 21 апреля 2015, Йоханнесбург, ЮАР) — южноафриканский футболист, полузащитник. Победитель Кубка африканских наций 1996.

## Клубная карьера
Джон Мошеу Начинал свою карьеру за южноафриканский «Гиант Блэкпул». Он помог «Блэкпулу» выйти в финал Кубка в 1991 году, где проиграл «Дайнамо» на стадионе «Эллис Парк». Всего в клубе провёл 5 лет своей карьеры и забил 75 голов в 175 матчах. Позже его пригласили в один из сильнейших клубов Южной Африки «Кайзер Чифс». Неплохое выступление позволили обратить на него внимание в Европе.
В сезоне 1993/94 он играл за турецкий «Генчлербирлиги», после чего перешёл в другой местный клуб «Коджаэлиспор», с которым выиграл Кубок Турции в 1997 году. Вскоре после триумфальной победы, в начале 1998 года африканца за 2 млн. $ Приобрёл один из турецких грандов, «Фенербахче». Мошеу играл за стамбульскую команду три года игровой карьеры. Большинство времени, проведённого в составе «Фенербахче», был основным игроком команды, играя под руководством таких знаменитых тренеров как Йоахим Лёв и Зденек Земан.
Проиграв в чемпионском сезоне 2000/01 место в основе Ганцу Сэмюэлю Джонсону, ещё до окончания розыгрыша, в начале 2001 года Мошеу перешёл в «Бурсаспор». В клубе играл полтора года.
В возрасте 37 лет Джон вернулся на родину в ЮАР, где снова стал выступать за «Кайзер Чифс», с которым дважды выиграл национальный чемпионат и по разу Кубок ЮАР и Кубок лиги, после чего с 2006 года стал играть за «АмаЗулу», где выступал до 2008 года, когда игрок уже был в возрасте 42 лет. Играя за этот клуб Мошеу установил рекорд, став самым возрастным автором гола в высшем дивизионе Южной Африки, когда забил мяч в игре против «Кайзер Чифс» в 2007 году в возрасте 41 года, 11 месяцев и 17 дней.
6 ноября 2010 Мошеу объявил о возвращении в футбол, став вместе с бывшим партнером по сборной ЮАР Брайаном Бало совладельцами южноафриканского футбольного клуба «Александра Юнайтед». В сезоне 2011/12, он забил 20 голов за клуб в третьем по уровню дивизионе ЮАР, будучи играющим тренером клуба до 11 мая 2014 года.

## Карьера в сборной
Мошеу дебютировал в национальной сборной по футболу в Южной Африке 10 января 1993 года и сразу же забил в дебютном для себя матче против Ботсваны. Он стал важной частью команды, которая выиграла в 1996 году Кубок африканских наций, и был вторым лучшим бомбардиром с четырьмя голами. Он также входил в состав команды, которая участвовала на чемпионате мира 1998 года во Франции. Он представлял сборную ЮАР в шести крупных турнирах. Также Мошеу является самым возрастным игроком, который играл за сборную ЮАР. Его последний матч состоялся против Нигерии в возрасте 38 лет.

### Голы за сборную
| 1 | 10 января 1993   | Йоханнесбург, ЮАР | Ботсвана  | 3:0 | 3:0 | Товарищеский матч            |
| 2 | 13 января 1996   | Йоханнесбург, ЮАР | Камерун   | 3:0 | 3:0 | Кубок африканских наций 1996 |
| 3 | 27 января 1996   | Йоханнесбург, ЮАР | Алжир     | 2:1 | 2:1 | Кубок африканских наций 1996 |
| 4 | 31 января 1996   | Йоханнесбург, ЮАР | Гана      | 1:0 | 3:1 | Кубок африканских наций 1996 |
| 5 | 31 января 1996   | Йоханнесбург, ЮАР | Гана      | 3:1 | 3:1 | Кубок африканских наций 1996 |
| 6 | 18 сентября 1996 | Йоханнесбург, ЮАР | Австралия | 1:0 | 2:0 | Кубок Четырех наций          |
| 7 | 28 апреля 1999   | Копенгаген, Дания | Дания     | 1:0 | 1:1 | Товарищеский матч            |
| 8 | 8 октября 2003   | Масеру, Лесото    | Лесото    | 3:0 | 3:0 | Товарищеский матч            |

## Достижения
Коджаэлиспор
- Обладатель Кубка Турции: 1997

 Кайзер Чифс
- Чемпион ЮАР (2): 2003/04, 2004/05
- Обладатель Кубка ЮАР: 2006
- Обладатель Кубка Лиги ЮАР: 2004

 Сборная ЮАР
- Победитель Кубка африканских наций: 1996

## Смерть
Джон Мошеу умер 21 апреля 2015 года в больнице Морнингсайд после долгой борьбы с раком желудка.